# Garula
Garula (georgiska: ღარულა) är ett vattendrag i Georgien. Det ligger i regionen Ratja-Letjchumi och Nedre Svanetien, i den centrala delen av landet.